# Vasilău, Zastavna
Vasilău (în ucraineană Василів, transliterat: Vasîliv, în rusă Василев, transliterat: Vasilev și în germană Wassileu de unde forma Vasileu) este un sat reședință de comună în raionul Cernăuți, regiunea Cernăuți, Ucraina. Are 1,229 locuitori, preponderent  ucraineni (ruteni).
Satul este situat la o altitudine de 149 metri, pe malul de sud al râului Nistru, în partea de nord a raionului Zastavna, la 45 km nord de Cernăuți.

## Istorie
O veche așezare care datează din secolul al II-lea, se afla pe teritoriul satului Vasilău. După Tihomirov Vasilău (numit de autor Vasilev în limba sa) apare menționat prima dată în cronici în anul 1229. Un drum comercial peste Nistru străbătea pe atunci localitatea. Pe vârful unui deal din localitate a existat o biserică cu o înălțime de 35 metri în jurul anului 1230. Biserica a existat timp de 500 ani, până în a doua jumătate a secolului al XVIII-lea. Ruinele ei și crucile de piatră din cimitirul dimprejur au o mare valoare arheologică. Piatra de mormânt a ctitorului are semne și simboluri funerare nedescifrate. Artefacte descoperite în Vasilău se află în Muzeul din Cernăuți.

În secolul XIII, granița cnezatului Galiției trecea pe Nistru de-a lungul căruia își făceau față așezările și cetățile Vasilău, Onut, Bacota, Ușița, Cucelmin și Calius De la întemeierea principatului Moldovei în 1359 până în 1713, Vasilău a aparținut statului feudal moldovenesc. După Marele Război al Nordului, în 1715, hotarul apusean al noii raiale otomane a Hotinului a fost stabilit la răsărit de Vasilău. În ianuarie 1775, ca urmare a atitudinii de neutralitate pe care a avut-o în timpul războiului dintre imperiile otoman și rus (1768-1774), Imperiul Habsburgic a primit o parte din nord-vestul teritoriului Moldovei, de atunci încoace cunoscută sub denumirea de Bucovina. După anexarea sa de către Habsburgici în anul 1775, localitatea Vasilău a făcut parte din Ducatul Bucovinei, mai anume din districtul Zastavna (în germană Zastawna).
După Unirea Bucovinei cu România la 28 noiembrie 1918, satul Vasilău a intrat în componența României, în plasa Nistrului a județului Cernăuți. Pe atunci, majoritatea populației era formată din ucraineni, existând și comunități de români și de evrei.
Ca urmare a Pactului Ribbentrop-Molotov (1939), Bucovina de Nord a fost anexată de către URSS la 28 iunie 1940, reintrând în componența României în perioada 1941-1944. Apoi, Bucovina de Nord a fost reocupată de către URSS în anul 1944 și integrată în teritoriul RSS Ucrainene.
Din anul 1991, satul Vasilău face parte din Ucraina independentă, rămânând în raionul Zastavna al regiunii Cernăuți. Conform recensământului din 1989, numărul locuitorilor care s-au declarat români plus moldoveni era de 2 (0+2), reprezentând 0,16% din populație . În prezent, satul are 1.229 locuitori, aproape toți ucraineni.
Raionul Zastavna a fost desființat în 2020, iar de atunci localitatea face parte din noul raion Cernăuți.

## Demografie
Componența lingvistică a comunei Vasilău
     Ucraineană (99,27%)
     Alte limbi (0,65%)
Conform recensământului din 2001, majoritatea populației comunei Vasilău era vorbitoare de ucraineană (99,27%), existând în minoritate și vorbitori de alte limbi.
1989: 1.240 (recensământ)
2007: 1.229 (estimare)

## Recensământul din 1930
Componența etnică a comunei Vasilău (județul Cernăuți)
     Români (1,38%)
     Ruteni (80,67%)
     Evrei (14,49%)
     Polonezi (3,13%)
     Ruși (0,33%)
Componența confesională a comunei Vasilău
     Ortodocși (81,11%)
     Romano-catolici (3,26%)
     Mozaici (14,49%)
     Greco-catolici (1,14%)
Conform recensământului efectuat în 1930, populația comunei Vasilău se ridica la 1.594 locuitori. Majoritatea locuitorilor erau ruteni (80,67%), cu o minoritate de români (1,38%), una de evrei (14,49%), una de polonezi (3,13%) și una de ruși (0,33%). Din punct de vedere confesional, majoritatea locuitorilor erau ortodocși (81,11%), dar existau și mozaici (14,49%), romano-catolici (3,26%) și greco-catolici (1,14%).